# Luc Fivet
 (décembre 2024).
Il peut être nécessaire de l'améliorer pour respecter le principe de neutralité de point de vue. 

 (février 2012).
Si vous disposez d'ouvrages ou d'articles de référence ou si vous connaissez des sites web de qualité traitant du thème abordé ici, merci de compléter l'article en donnant les références utiles à sa vérifiabilité et en les liant à la section « Notes et références ».
Luc Fivet est un écrivain de langue française, né à Namur (Belgique). Il vit en France. Romancier, il est aussi auteur dramatique et auteur-compositeur de chansons.

## Biographie
Après des études de sciences politiques et de communication à l’université de Louvain-la-Neuve, Luc Fivet s’installe à Paris au début des années 1990. Il mène d’abord une carrière d’auteur-compositeur-interprète dans de nombreux cabarets parisiens et se produit partout en France, ainsi qu'en Belgique et en Suisse.
Il est par ailleurs auteur de sketches pour plusieurs émissions télévisées. Sa première pièce de théâtre, Invitations, est créée en 1995.
En 2007, il publie Total Chaos, son premier thriller, aux éditions Fayard. En 2008 sort Requiem, toujours chez Fayard. L'édition au Livre de poche paraît en 2010.
Depuis 2012, de nouveaux thrillers sont disponibles sur les plus grandes plateformes commerciales : Repentirs, L'excès de bonheur nuit gravement à la santé, Crash Test, Concentriques, Dans le vif et Ouvertures. Il propose également des romans plus littéraires comme Le ravaudeur de puzzles ou Votre dossier est incomplet.
En 2015, il publie Marche ou rêve aux éditions du Ver à soie.
En 2018, il publie deux romans : Anonyme aux éditions du Ver à Soie et La Manufacture des histoires aux éditions Baker Street.
EN 2021, il publie aux éditions Jouvence un recueil de fables de développement personnel : Fables d'aujourd'hui, Trente histoires à méditer pour s'épanouir sans oublier d'en rire.
En 2022, il est lauréat du Prix du suspense du festival du polar de Perros-Guirec pour son thriller Le Manuscrit, paru chez IGB édition en octobre 2022. En 2024, ce roman est réédité par les éditions Avallon&Co sous le titre Le Manuscrit, La malédiction de Galibier.     
Il est également créateur d'une série de conférences sur la littérature, Comment devenir écrivain, et auteur de vidéos sur les grands écrivains, l'art de l'écriture et l'édition : L'Atelier des histoires.

## Œuvres
- Total Chaos, Fayard, 2007  (ISBN 978-2-213-63352-7)
- Requiem, Fayard, 2008  (ISBN 978-2-213-63379-4) et au Livre de poche, 2010 (ISBN 978-2-253-12706-2)
- Repentirs, 2012  (ISBN 979-10-93698-09-0)
- L'excès de bonheur nuit gravement à la santé, 2012  (ISBN 979-10-93698-03-8)
- Le ravaudeur de puzzles, 2014  (ISBN 979-10-93698-00-7)
- Crash Test, 2014  (ISBN 979-10-93698-05-2)
- Invitations, 2014  (ISBN 979-10-93698-10-6)
- Concentriques - Premier cercle, 2014  (ISBN 979-10-93698-06-9)
- Concentriques - Deuxième cercle, 2015  (ISBN 979-10-93698-07-6)
- Concentriques - Troisième cercle, 2015  (ISBN 979-10-93698-08-3)
- Marche ou rêve, Le Ver à soie, 2015  (ISBN 979-10-92364-18-7)
- Dans le vif, 2017  (ISBN 979-10-93698-04-5)
- Anonyme, Le Ver à Soie, 2018  (ISBN 979-10-92364-30-9)
- La Manufacture des histoires, Editions Baker Street, 2018  (ISBN 979-10-97491-04-8)
- Ouvertures, 2021  (ISBN 979-10-93698-14-4)
- Fables d'aujourd'hui, Editions Jouvence, 2021  (ISBN 978-2-88953-530-9)
- Le Manuscrit, 2022, IGB éditions  (ISBN 978-2-491770-67-9) puis 2024, éditions Avallon&Co  (ISBN 978-2-385331-61-0)